# Rastro branquial
Rastros Branquiais são estruturas com formações ósseas ou cartilaginosas, que tem como função a capacidade de filtrar e reter alguns alimentos que ficam presos nos arcos branquiais durante o processo de alimentação.
Estas estruturas podem ser próximos ou distantes umas das outras além de possuírem secreções de muco que auxiliam na captura do alimento e/ou deglutição do mesmo.
Em peixes planctônicos estas estruturas apresentam-se em maior número e bem próximas umas das outras. Por serem animais planctônicos, as partículas alimentares são menores e estes rastros formam uma barreira mais qualificada para a captura das pequenas partículas necessárias para a sua alimentação. Peixes ictiófagos possuem estes rastros menores e mais espaçados uma vez que facilita a apreensão e o muco auxilia na deglutição de presas.
Além disso, os rastros branquiais podem também servir como uma barreira de proteção contra possíveis corpos estranhos ingeridos, que possam causar algum dano às brânquias.